# 横江淳一
横江 淳一（よこえ じゅんいち、1951年〈昭和26年〉9月6日 - ）は、日本の政治家。愛知県蟹江町長（5期）。元蟹江町議会議員（3期）。愛知県町村会会長。

## 来歴
大阪産業大学短期大学部を卒業後、自動車販売会社に勤めていたが、30歳の時、家業の自転車販売修理の道に入った。1995年の町議選に出馬して当選。蟹江町議会議長などを歴任した。3期目の任期途中で町長選に出馬し、初当選。
2021年（令和3年）3月28日投開票の町長選挙で5選。5選は130年余の同町政で最多。

## 人物
地域活動に関心が深く、軽スポーツのイベントで幅広い世代交流の輪を広げたり、温泉街を盛り上げる「桜まつり」を企画したりしてきた。「有言実行」が信条で、こつこつと成果を積み上げる努力家。自らは「カッと燃える情熱派」と評し、静と動を併せ持つ。趣味は釣りや旅行。